# Fruela (cantante)
Fruela Fuente más conocido por Fruela (Sotrondio, Asturias, España, 14 de marzo de 1987) es un cantante, actor y presentador de televisión español. 
También conocido por ser uno de los tres finalistas para poder representar a España en la gran final del Festival de la Canción de Eurovisión 2017 en capital ucraniana.
Alcanzó gran popularidad por su participación en el programa "The X Factor UK", siendo su paso por el talent show muy comentado por la prensa española y británica

## Biografía

### Comienzos
Nacido en la cuenca minera asturiana, Fruela hizo su debut profesional en el mundo de la música a los once años de edad, cuando se presentó y logró ganar la popular competición infantil en España de los años 1990, "Veo Veo" que estaba a cargo de la artista Teresa Rabal. Estudia acordeón
Estudia en la Escuela Superior de Arte Dramático y Danza de Asturias (ESAD), mientras se presenta a diversos cástines. Hasta que en 2008 participa en el concurso "Operación Tony Manero" del canal de televisión español Telecinco.

### Italia, Reino Unido y España
Durante todos estos años ha estado trabajando entre su natal España, Italia donde ha actuado en numerosos lugares por toda la geografía del país, ha sido presentador en el Canale 7 y también ha aparecido en algunos programas y participado activamente en varias galas de la Radiotelevisión Italiana ("RAI") y fue en el Reino Unido donde se dio aún más a conocer, tras su participación como concursante en la edición de 2014 del popular talent show británico "The X Factor UK".
Luego ese mismo año regresó a España y directamente pasó a firmar un contrato con la discográfica Blanco y Negro Music, con los que empezó a trabajar en el que será álbum debut y ya consiguió lanzar su primer sencillo oficial titulado "Overload" (en español: "Sobrecarga"). Esta canción fue lanzada el día 17 de junio y logró obtener una gran aceptación por parte del público, siendo la quinta más destacada en la plataforma iTunes. Su videoclip fue grabado en la ciudad de Milán y se estrenó en el mes de septiembre. Ese mismo año canta en la Gala de Nochevieja de Telecinco, "La noche en paz" y en algunos de los programas más famosos de la TV nacional española, como "Sálvame" y "Sálvame Deluxe" de Telecinco. Además presenta en varios programas de Mediaset, como "Pecadores" en Cuatro.
En 2014 presenta "888 póker", un programa de TV en La Sexta (España).
En el 2015 ya expresó su deseo de poder ser el representante de España en el Festival de la Canción de Eurovisión.
Ese mismo año publica su segundo sencillo "Blaming You", producido por Ander Nemowave, consiguiendo buenas posiciones en la lista nacional de ventas iTunes y siendo noticia en medios internacionales, como SAT 1, TV pública alemana.
Posteriormente ha ido publicando varios sencillos que también han sido incluidos en diferentes álbumes recopilatorios.

### Objetivo Eurovisión 2017
Con el sencillo "Live it up", Fruela consiguió llegar a la final del Eurocasting 2017 junto a LeKlein y Javián para representar a España en Eurovisión (de entre 200 canciones recibidas por la cadena pública TVE.
"Live it Up" ha sido una de las canciones favoritas por el público eurofan y ha sido remixado por varios dj's importantes de la escena electrónica internacional superando el millón y medio de reproducciones en Spotify.

### Actualidad
Desde agosto de 2020 ejerce de presentador del programa Vip Casino' emitido por los canales de televisión MEGA y La sexta.

## Discografía

### Sencillos
- Overload
- Blaming you
- Live it up - 2017
- Live it up (Versión en español) - 2017
- Hit and Run (junto a Javi Reina y Ander Pérez - Nemowave) - 2017
- Arrivederci[21]

## Videoclips
- Overload
- Blaming you
- Hit and Run[22]